# Maison Saxonne
Pour les articles homonymes, voir Saxon.
 (septembre 2019).
La Maison Saxonne, ou Maison U Šteiniců, à l'origine également Cour italienne, est à la base un bâtiment gothique du XIVe siècle, reconstruit par la suite dans un style Renaissance puis classiciste. Il est situé rue Mostecká n° 3/55, dans le quartier de Malá Strana, à Prague, près de la tour du pont de Mala Strana et du pont Charles. 

## Histoire du bâtiment

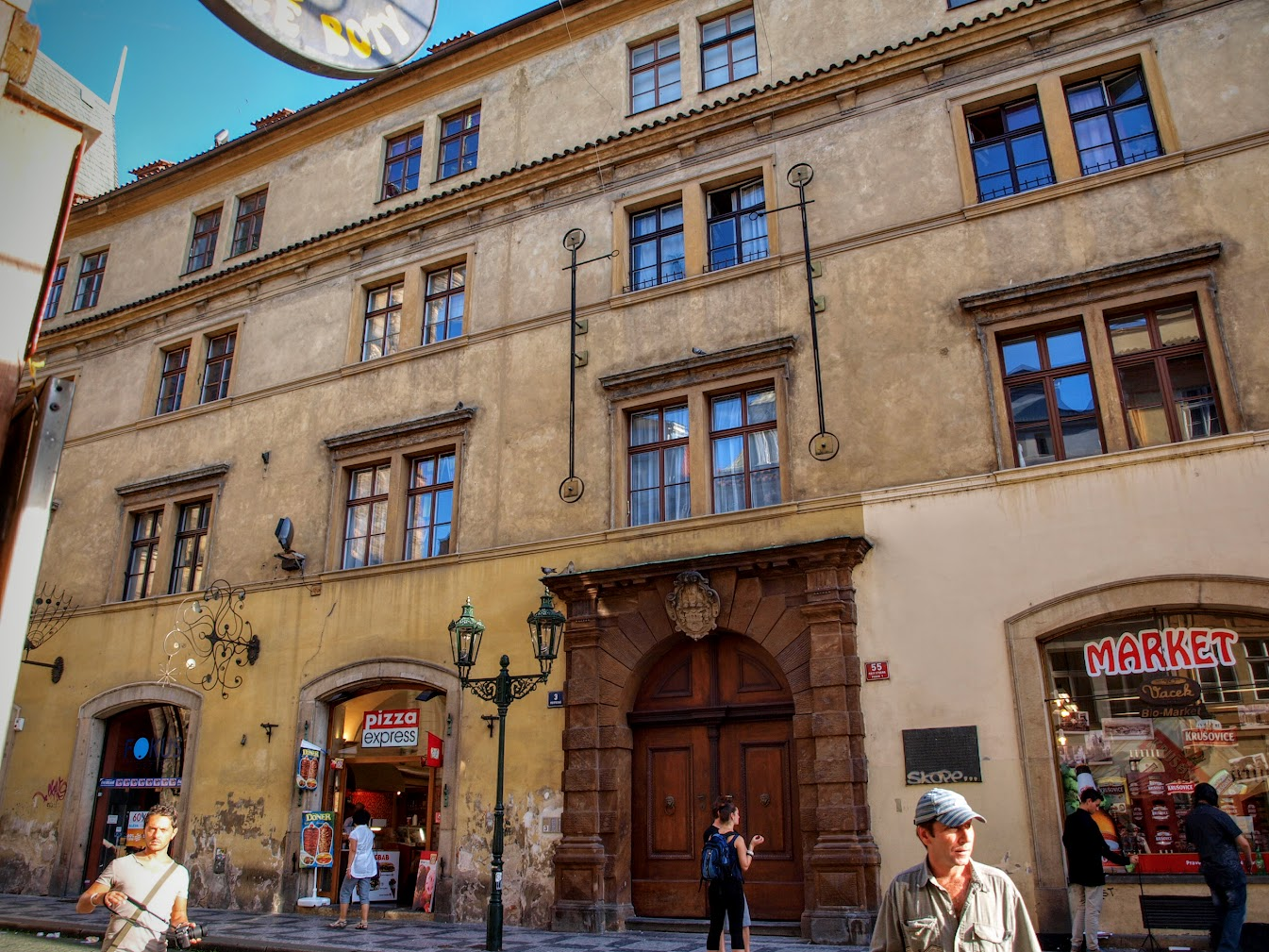
Maison Saxonne et son portail Renaissance

La maison saxonne combine des éléments d'architecture gothique, de la Renaissance et classique, et est l'un des plus beaux bâtiments historiques et une des plus anciennes maisons de type palais de Prague . Le lieu où se trouve aujourd'hui la Maison saxonne était autrefois un complexe de plusieurs maisons, appelé la Cour saxonne. Le nom vient de la période de l'apparition gothique de la maison, du duc de Saxe, plus précisément de Rodolphe Ier, qui, en tant que propriétaire héréditaire, fit don de maisons à l'empereur Charles IV.Les Saxons ont possédé la maison jusqu'en 1409. 
À l'origine c'était un complexe gothique avec seulement des caves et des parties des murs préservés. A l'été 1503, la maison fut frappée par un incendie qui détruisit encore six douzaines de maisons voisines. Le style Renaissance n’a pas été commencé avant 1592, son auteur est peut-être JC de Bossi. Au cours de cette reconstruction, des étages supplémentaires et un portail Renaissance, qui, comme seul rappel de cette période, subsistent encore de nos jours, puisqu'en 1826-28 la maison acquit son apparence classique. 
Au XIXe siècle La maison abritait l'auberge et le café du propriétaire Steinitz, lieu de rencontre des personnalités de la vie nationale tchèque.  

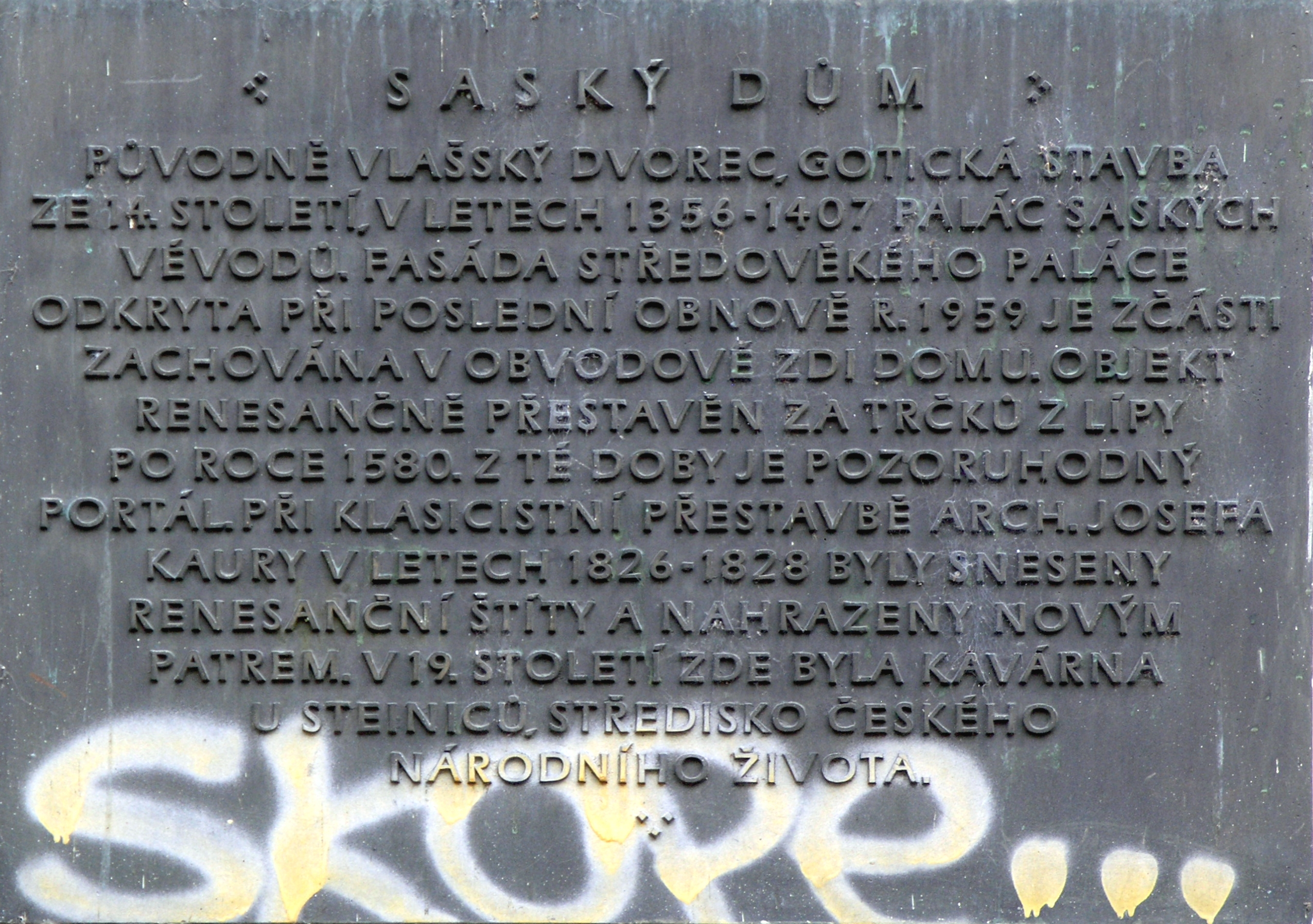
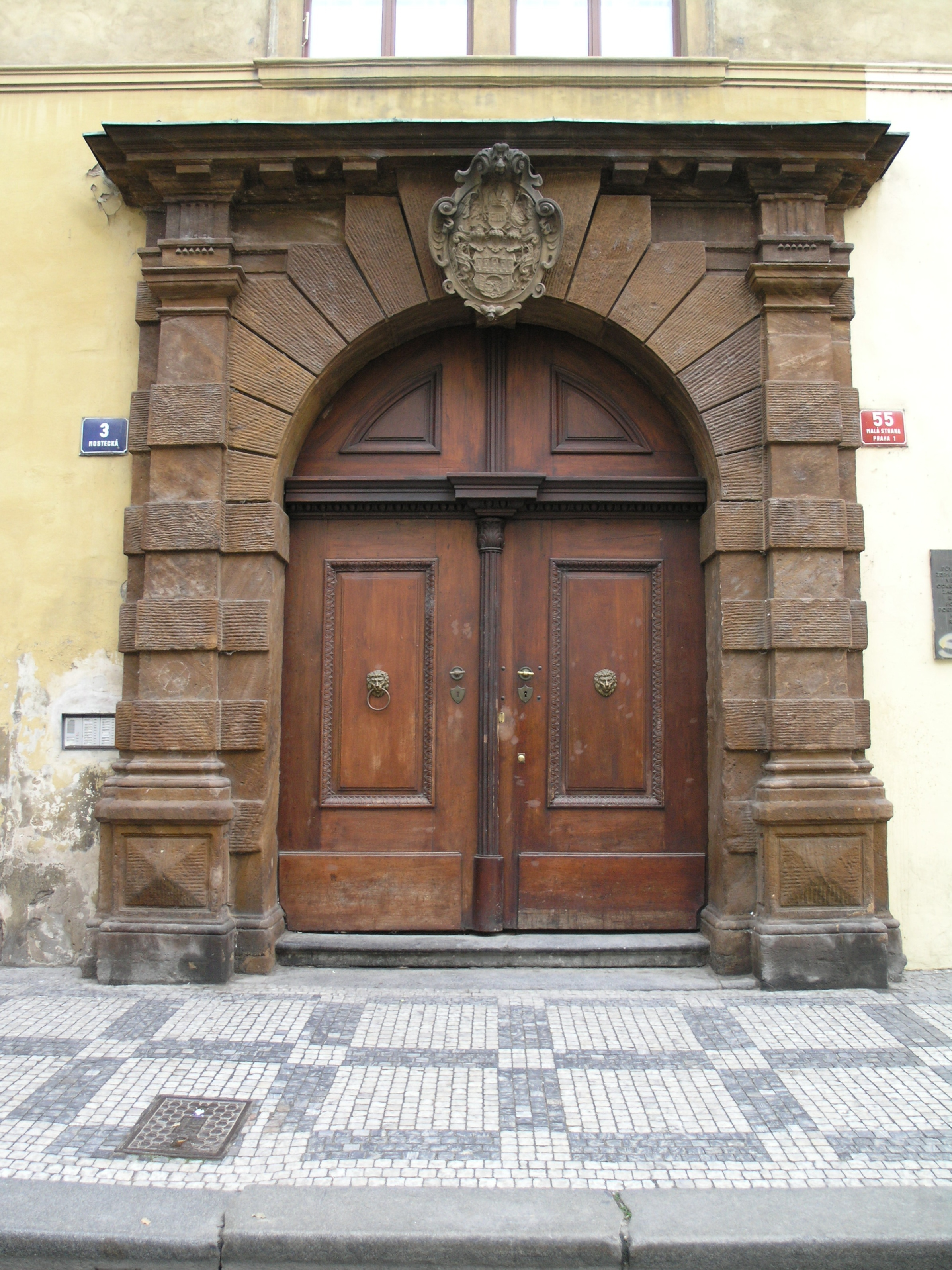

## Actuellement
La maison abrite de nos jours des détaillants et des artisans (agence de voyages, alimentation, opticien). 